# Perduellio
Perduellio era un delicte romà equivalent a l'alta traïció. Inicialment es referia sobretot a qüestions militars com aixecar-se en armes contra l'estat o ajudar a l'enemic. Aquest delicte el jutjaven els comicis curiats i després als comicis centuriats a través dels duumviri perduellionis.
Segons les Lleis de les dotze taules, un ciutadà era acusat de perduellio quan mostrava una actitud contrària a l'estat i al poble romà, tant si convocava a l'enemic (hostem conciere) com si llirava un ciutadà als enemics (civem hosti tradere). Els duumviri perduellionis van actuar fins al començament de l'època de l'Imperi, però el nom de perduellio sembla que ja havia caigut en desús.
La perduellio als seus inicis, era considerada un delicte religiós, i el reu d'aquest crim havia de morir per fer propicis els déus. Normalment se'l flagel·lava fins a morir i se'l penjava. Amb el temps es va establir que la pena fos la prohibició de donar-li aigua i foc (aquae et ignis interdictio).
Més tard el delicte es va incloure dins del de majestas al darrer segle de la república.